# سیئن-این
سیئن-این (به ژاپنی: 清円院 Seien-in); ۱ ژانویهٔ ۱۵۵۶ – ۱۹ آوریل ۱۵۷۹) یک زن اشرافی و دومین همسر اوئه‌سوگی کاگه‌تورا بود.
او دختر آیا-گوزن و خواهر اوئه‌سوگی کاگه‌کاتسو بود.